# Bioherm

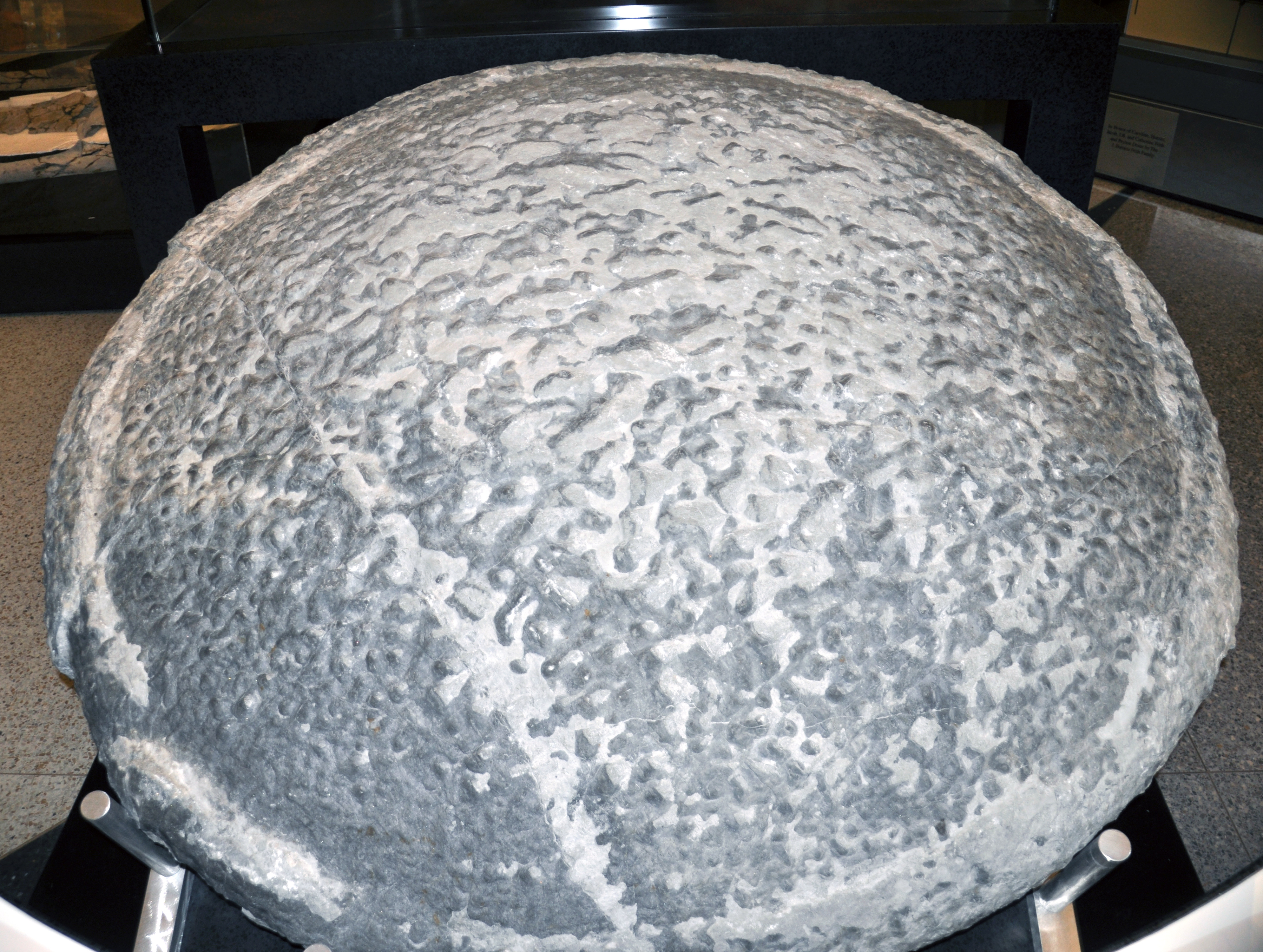
Aus dem Gesteinsverband herauspräpariertes „Mini“-Blaualgen-Bioherm aus dem Kambrium von Virginia

Ein Bioherm (von griech. βιός, bios, „Leben“ und ἕρμα, herma, „Felsen“, „Stein“, „Ballast“, „Klippe“, „Riff“) ist ein fossiler biogener Kalksteinkomplex („Biokonstruktion“), der hügel- oder linsensartig ausgebildet ist und sich faziell deutlich von seinem oft mergeligen Umgebungsgestein unterscheidet. Er wird auf das Wachstum eines biogenen Riffes zurückgeführt, das seinerzeit seine Umgebung deutlich überragte und so einen Einfluss auf die Sedimentation in seiner unmittelbaren Umgebung hatte. 

## Beschreibung
Bioherme wurden von schnellwachsenden kalkabscheidenden sessilen Wirbellosen, vor allem von Korallen, im Zusammenwirken mit kalkabscheidenden Mikroorganismen (coralline Rotalgen, Blaualgen) aufgebaut. Der Begriff Bioherm wird im geologischen Zusammenhang auch gleichbedeutend mit dem Begriff Riff verwendet, sofern biogene Riffe gemeint sind.
Kalksteinkomplexe aus weniger schnell wachsenden sessilen marinen Wirbellosen, die vor allem in die Breite gewachsen sind, ihre Umgebung seinerzeit nicht oder kaum überragten und sich in der geologischen Überlieferung durch eine Schichtung auszeichnen, werden hingegen als Biostrom (von griech. στρώμα, stroma, „Decke“, „Polster“) bezeichnet. Aus dieser Unterscheidung folgt, dass bei einem Bioherm das lateral benachbarte Nebengestein im gleichen Niveau des Gesteinsverbandes jünger ist, während es bei einem Biostrom annähernd das gleiche Alter hat.
Die Begriffe Bioherm und Biostrom wurden ursprünglich Ende der 1920er, Anfang der 1930er Jahre von den US-amerikanischen Geologen und Paläontologen Edgar R. Cumings und Robert R. Schrock geprägt.

## Vorkommen
Bioherme finden sich in zahlreichen karbonatischen Gesteinsfolgen überall auf der Welt. Typisch sind sie für Meeresablagerungen des flachen Schelfs, wo sie oft Wassertiefen im Bereich der photischen Zone anzeigen. Beispiele finden sich in Deutschland im Devon des Rheinischen Schiefergebirges (mit Stromatoporen als wichtigen Karbonatproduzenten) und im Jura der Schwäbischen und Fränkischen Alb (Schwamm-Algen-Bioherme). In der randlichen Flachwasserfazies des Nördlinger Ries sind miozäne Süßwasser-Algenbioherme überliefert. Im Deutschen werden die Gesteine von Biohermen bzw. fossilen Riffkörpern auch als Massenkalke bezeichnet.